# Picada Café
Picada Café is een gemeente in de Braziliaanse deelstaat Rio Grande do Sul. De gemeente telt 5.039 inwoners (schatting 2009).

## Aangrenzende gemeenten
De gemeente grenst aan Linha Nova, Morro Reuter, Nova Petrópolis, Presidente Lucena en Santa Maria do Herval.